# World Championship of Golf
O World Championship of Golf (Campeonato Mundial de Golfe) foi um campeonato masculino de golfe disputado no PGA Tour entre as décadas de 1940 e 1950 no Tam O'Shanter Country Club, em Niles, Illinois, Estados Unidos. Em 1946–47 o torneio se disputava no formato de 36 buracos e em 1948 passa a decorrer em 72 buracos.

## Campeões
| Ano  | Campeão       | Vice-campeão(ões)            |
| ---- | ------------- | ---------------------------- |
| 1957 | Dick Mayer    | Sam Snead, Al Balding        |
| 1956 | Ted Kroll     | Fred Hawkins                 |
| 1955 | Julius Boros  | Fred Haas                    |
| 1954 | Bob Toski     | Jack Burke Jr., Earl Stewart |
| 1953 | Lew Worsham   | Chandler Harper              |
| 1952 | Julius Boros  | Cary Middlecoff              |
| 1951 | Ben Hogan     | Jimmy Demaret                |
| 1950 | Henry Ransom  | Chick Harbert                |
| 1949 | Johnny Palmer | Jimmy Demaret                |
| 1948 | Lloyd Mangrum | Sam Snead                    |
| 1947 | Ben Hogan     | Bobby Locke                  |
| 1946 | Sam Snead     | Byron Nelson, Lloyd Mangrum  |